# جاندا، کوئینزلند
جاندا (به انگلیسی: Jundah) یک شهرک در استرالیا است که در Shire of Barcoo واقع شده‌است.